# Reprezentacja Korei Południowej w piłce wodnej mężczyzn
Reprezentacja Korei Południowej w piłce wodnej mężczyzn – zespół, biorący udział w imieniu Korei Południowej w meczach i sportowych imprezach międzynarodowych w piłce wodnej, powoływany przez selekcjonera, w którym mogą występować wyłącznie zawodnicy posiadający obywatelstwo południowokoreańskie. Za jej funkcjonowanie odpowiedzialny jest Południowokoreański Związek Pływacki (KSF), który jest członkiem Międzynarodowej Federacji Pływackiej.

## Historia
W 1986 reprezentacja Korei Południowej rozegrała swój pierwszy oficjalny mecz na igrzyskach azjatyckich.

## Udział w turniejach międzynarodowych

### Igrzyska olimpijskie
Reprezentacja Korei Południowej jeden raz występowała na Igrzyskach Olimpijskich. Najwyższe osiągnięcie to 12. miejsce w 1988 roku.

### Mistrzostwa świata
Dotychczas reprezentacji Korei Południowej żadnego razu nie udało się awansować do finałów MŚ.

### Puchar świata
Korea Południowa żadnego razu nie uczestniczyła w finałach Pucharu świata.

### Igrzyska azjatyckie
Południowokoreańskiej drużynie 8 razy udało się zakwalifikować na Igrzyska azjatyckie. W 1986 zdobyła srebrne medale.